# Kolo hrvatskih književnika
Kolo hrvatskih književnika  bila je književnička organizacija u Hrvata. Osnovana je 1913. godine kao katoličko književno društvo.
Glasilo Kola hrvatskih književnika bio je časopis Hrvatska prosvjeta koji je prvi put izašao iz tiska godinu nakon osnivanja Kola, 1914. godine.

## Poznati suradnici
Stjepan Širola, Ivo Bogdan i dr.